# Züünkharaa
Züünkharaa  (tiếng Mông Cổ: Зүүнхараа) là một thành phố, trung tâm hành chính của sum Mandal của tỉnh Selenge tại miền bắc Mông Cổ. Dân số thành phố năm 2004 là 15.000 người.
Có một nhà máy sản xuất rượu và nước giải khát tại thành phố từ năm 1943, hiện có công suất lên tới 15 tấn rượu vodka trong 24 giờ.

## Địa lý
Züünkharaa nằm ở mũi phía nam của Selenge, ngay phía bắc tỉnh Töv. Nó nằm ngay phía tây bắc của dãy núi Khentii, với phạm vi chỉ có thể nhìn thấy được từ vùng ngoại ô thành phố. Sông Kharaa chảy qua nửa phía nam thành phố và ngăn cách trung tâm thành phố với khoroolol Kherkh. Nó nằm cách Ulaanbaatar 174 km và cách tỉnh lỵ Sükhbaatar 201 km.

### Khí hậu
| Dữ liệu khí hậu của Züünkharaa          | Dữ liệu khí hậu của Züünkharaa | Dữ liệu khí hậu của Züünkharaa | Dữ liệu khí hậu của Züünkharaa | Dữ liệu khí hậu của Züünkharaa | Dữ liệu khí hậu của Züünkharaa | Dữ liệu khí hậu của Züünkharaa | Dữ liệu khí hậu của Züünkharaa | Dữ liệu khí hậu của Züünkharaa | Dữ liệu khí hậu của Züünkharaa | Dữ liệu khí hậu của Züünkharaa | Dữ liệu khí hậu của Züünkharaa | Dữ liệu khí hậu của Züünkharaa | Dữ liệu khí hậu của Züünkharaa |
| Tháng                                   | 1                              | 2                              | 3                              | 4                              | 5                              | 6                              | 7                              | 8                              | 9                              | 10                             | 11                             | 12                             | Năm                            |
| --------------------------------------- | ------------------------------ | ------------------------------ | ------------------------------ | ------------------------------ | ------------------------------ | ------------------------------ | ------------------------------ | ------------------------------ | ------------------------------ | ------------------------------ | ------------------------------ | ------------------------------ | ------------------------------ |
| Trung bình ngày tối đa °C (°F)          | −17 (1)                        | −12 (10)                       | 0 (32)                         | 10 (50)                        | 18 (64)                        | 24 (75)                        | 26 (79)                        | 24 (75)                        | 17 (63)                        | 8 (46)                         | −3 (27)                        | −13 (9)                        | 7 (44)                         |
| Tối thiểu trung bình ngày °C (°F)       | −31 (−24)                      | −27 (−17)                      | −15 (5)                        | −5 (23)                        | 3 (37)                         | 9 (48)                         | 11 (52)                        | 9 (48)                         | 2 (36)                         | −7 (19)                        | −18 (0)                        | −28 (−18)                      | −8 (17)                        |
| Lượng Giáng thủy trung bình mm (inches) | 3 (0.1)                        | 2 (0.1)                        | 3 (0.1)                        | 7 (0.3)                        | 15 (0.6)                       | 54 (2.1)                       | 77 (3.0)                       | 76 (3.0)                       | 35 (1.4)                       | 8 (0.3)                        | 4 (0.2)                        | 3 (0.1)                        | 287 (11.3)                     |
| Nguồn:                                  |                                |                                |                                |                                |                                |                                |                                |                                |                                |                                |                                |                                |                                |

## Giáo dục
Thành phố có 6 trường trung học cơ sở, 1 trường tiểu học, 6 trường mẫu giáo.